# Xilometazolin
A xilometazolin szimpatomimetikus hatású imidazolin-származék, orrdugulás, nátha, orrmelléküreg-gyulladás kezelésére használják. Az orrüregbe adagolandó spray vagy orrcsepp formájában. A szer hatásmechanizmusa abból áll, hogy az orr véredényeit összehúzza (vasoconstrictio), így a kapillárisokban a nyomás lecsökken és kevesebb folyadék tud kiszűrődni. Csökkenti az ödémát, a garat- és orrnyálkahártya  vérbőségét, és kevesebb váladék is keletkezik. Ha megfigyeljük az orrjárat színét, az adagolás után láthatóan halványabb.
A xilometazolin molekuláris szinten hasonlít az adrenalinra (közvetlen alfa-receptor agonista), így a sejt ugyanazon receptoraihoz kötődik, mint az adrenalin. Épp ezért magas vérnyomás, vagy szívproblémák esetén használata ellenjavallt.
A készítmény elhúzódó használata esetén a véredények rezisztensek lesznek rá. A receptorok száma csökken, és ha a szer alkalmazásával felhagyunk, rebound hatásként krónikus orrdugulás léphet fel: iatrogén orrgyulladás (rhinitis  medicamentosa). A hosszú távú adagolás az orrnyálkahártya degenerációját is okozhatja, ezért krónikus-orrnyálkahártya-gyulladás esetén ellenjavallt. Érzékeny betegeknél ezenkívül egyéb mellékhatások is felléphetnek. Helyileg az orrnyálkahártya átmeneti, enyhe, égő érzéssel járó izgalmát okozhatja. Ritkán, főleg gyermekeken vagy idősökön szisztémás tünetek is jelentkezhetnek, mint fejfájás, magas vérnyomás. 

## Védjegyezett nevű készítmények
- Novorin   (Polfa)
- Otrivin
- Nasan
- Rhinathiol
- Rhino-stas
- Xilomare